# Speedy Thompson
Alfred „Speedy” Bruce Thompson (ur. 3 kwietnia 1926 w Monroe, zm. 2 kwietnia 1972 w Charlotte) – amerykański kierowca wyścigowy startujący w wyścigach NASCAR. Został wprowadzony do National Motorsports Press Association's Hall of Fame oraz Georgia Automobile Racing Hall of Fame.
Starty w Nascar rozpoczął w 1950 roku, kiedy wystartował w jednej rundzie rozgrywanej na torze Vernon Fairgrounds, gdzie zajął dwudziestą pierwszą pozycję. Rok później wystartował w trzech, a w 1952 w dwóch wyścigach. W 1953 wziął udział w siedmiu wyścigach w sezonie. Odniósł także swoje pierwsze zwycięstwo w karierze na torze Macon, a później powtórzył to osiągnięcie na North Wilkesboro. Ścigał się wtedy Oldsmobilem w zespole Buckshot Morris. W 1955 odniósł kolejne dwa zwycięstwa. W 1956 zaczął na poważnie starty w NASCAR startując w zespole Carla Kiekhaefera samochodami Dodge oraz Chrysler. Wziął udział w 42 z 56 wyścigów, a w ośmiu z nich wygrał. Siedem razy startował z pole position. Ukończył sezon na trzeciej pozycji. W następnym sezonie ścigał się Chevroletem w zespole Hugh Babb. Wystartował w 38 z 53 wyścigów odnosząc dwa zwycięstwa, w tym jedno w prestiżowym wyścigu Southern 500 na torze Darlington. Zakończył sezon na trzecim miejscu w klasyfikacji kierowców. W 1958 kontynuował starty Chevroletem, tym razem jednak w swoim prywatnym zespole. Wystartował w 37 z 51 wyścigów, wygrywając czterokrotnie. Ponownie zajął trzecie miejsce w mistrzostwach. W kolejnym roku startów wziął udział w 29 z 44 rund. Startując w większości wyścigów Chevroletem w zespole Steve'a Pierce'a nie wygrał żadnego wyścigu, ale po raz czwarty zakończył sezon na trzecim miejscu. W 1962 wystartował w trzech wyścigach, po czym zakończył karierę. Wziął jednak jeszcze udział w wyścigu World 600 w 1971 roku na torze Charlotte Motor Speedway. Wyścig ukończył na 16 pozycji po starcie z dziewiątego pola. Wystartował łącznie w 197 wyścigach, odniósł 20 zwycięstw, a dziewiętnaście razy startował z pole position.
2 kwietnia 1972 roku wziął udział w wyścigu samochodów seryjnych na torze Metrolina Fairgrounds w Charlotte. Wystartował, mimo iż nie czuł się najlepiej. Podczas wyścigu doznał ataku serca. Prowadzony przez niego samochód rozbił się o ścianę, a Thompson doznał złamania kręgosłupa. Zmarł w drodze do szpitala, w przeddzień swoich 46 urodzin.
| Rok          | Pozycja | Punkty | Starty | Zwycięstwa | Top 5 | Top 10 | PP | Wygrana   |
| ------------ | ------- | ------ | ------ | ---------- | ----- | ------ | -- | --------- |
| 1950         | –       | 0      | 1      | 0          | 0     | 0      | 0  | 0 $       |
| 1951         | 75      | 0      | 3      | 0          | 1     | 1      | 0  | 275 $     |
| 1952         | 37      | 656    | 2      | 0          | 0     | 0      | 0  | 305 $     |
| 1953         | 11      | 2958   | 7      | 2          | 5     | 7      | 2  | 6 546 $   |
| 1954         | 23      | 1480   | 7      | 0          | 1     | 3      | 0  | 1 165 $   |
| 1955         | 15      | 2452   | 15     | 2          | 3     | 5      | 0  | 7 089 $   |
| 1956         | 3       | 8328   | 42     | 8          | 24    | 29     | 7  | 27 169 $  |
| 1957         | 3       | 8580   | 38     | 2          | 16    | 22     | 4  | 26 841 $  |
| 1958         | 3       | 8792   | 37     | 4          | 8     | 23     | 7  | 15 215 $  |
| 1959         | 3       | 7684   | 29     | 0          | 5     | 9      | 1  | 6 816 $   |
| 1960         | 25      | 5658   | 9      | 2          | 4     | 5      | 0  | 18 035 $  |
| 1961         | 63      | 0      | 3      | 0          | 0     | 0      | 0  | 1 100 $   |
| 1962         | 42      | 2522   | 3      | 0          | 1     | 0      | 0  | 1 400 $   |
| 1971         | –       | 0      | 1      | 0          | 0     | 0      | 0  | 1 800 $   |
| Podsumowanie | 197     | 49110  |        | 20         | 77    | 105    | 19 | 113 756 $ |